# C.S. Lewis
Clive Staples Lewis (født 29. november 1898, Belfast, Irland, død 22. november 1963, Oxford, England), kendt som C.S. Lewis, var en britisk forfatter og filolog. Han er kendt for sin kristne essayistik og for flere skønlitterære værker, specielt Historien om Narnia (The Chronicles of Narnia).

## Tidlige liv
Lewis blev født i Belfast i Irland (nu Nordirland). Hans forældre var Albert James Lewis og Flora Augusta Hamilton Lewis. De var protestanter og gav deres børn en hovedsagelig engelsk opdragelse. Lewis havde en tre år ældre bror, Warren Hamilton Lewis (Warnie). Som fireårig, kort tid efter, at hans hund Jacksie var blevet kørt over af en bil, erklærede han, at han fra da af hed Jacksie. I begyndelsen nægtede han at svare, når han blev kaldt andet; men efterhånden godtog han Jacks, som til sidst blev Jack, et kaldenavn, han resten af livet havde blandt venner og familie.
I Belfast gik han på Campbell College. I 1908 døde hans mor, og Lewis blev sendt til flere forskellige skoler i England. Som dreng var han interesseret i "påklædte dyr", som han særlig fandt i Beatrix Potters historier. Han begyndte selv at skrive historier om dyr. Sammen med broderen skabte han Boxen, en verden beboet og styret af dyr. Han elskede at læse, og da faderens hus var fuldt af bøger, var det let at finde nyt læsestof. Som barn var han meget bange for edderkopper og insekter, som ofte hjemsøgte ham i drømme. 
I teenageårene blev han fascineret af Richard Wagner og nordiske legender og sange. De intensiverede en længsel, han havde i sig, en dyb trang, som han senere beskrev som glæde. Han lærte at elske naturen og fandt i den ting, som mindede ham om legenderne, og i legenderne fandt han påmindelser om naturen. Han holdt efterhånden op med at skrive om Boxen og afprøvede forskellige kunstformer, både poesi og opera, for at forsøge at få sin nye interesse for norrøn mytologi og naturen ned på papiret. 
I 1916 vandt han et stipendium til University College, Oxford. Da han var irsk, var han fritaget for værnepligt; men mod sin fars ønske lod han sig i 1917 hverve til den britiske hær. Han blev officer i tredje bataljon, Somerset Light Infantry. På sin nittenårs fødselsdag kom han til fronten ved Somme i Frankrig, hvor han mødte en anden irer, Paddy Moore. 
Moore og Lewis blev enige om, at hvis en af dem faldt, skulle den anden tage hånd om hans familie. Moore faldt i kamp i 1918, og Lewis holdt sit løfte. Efter krigens slutning opsøgte han Paddys mor, Janie Moore, og sørgede for, at hun kunne flytte ind hos ham. Senere betalte han for pasning af hende indtil hendes død i 1951 omtrent på det tidspunkt, hvor han begyndte at skrive Narnia-serien. Paddys søster Maureen (1906 – 1997) boede også hos Lewis. Senere tog hun titlen Lady Dunbar of Hempriggs. Mange forskere mener, at Paddys mor er figuren for Patientens mor i The Screwtape Letters og Mrs. Macready i Narnia-bøgene. 
Lewis var selv blevet såret i slaget ved Arras og led af depressioner. Noget af tungsindet skyldtes savnet af hjemmet i Irland. Da han kom sig, fik han tjeneste i England. I december 1918 blev han hjemsendt og vendte tilbage til studierne. Han fik en First (bedste karakter) på Honour Moderations (græsk litteratur og latinsk litteratur) i 1920, en First i Greats (filosofi og antikkens historie) i 1922 og en First i engelsk i 1923.

## Akademiker og forfatter
Han underviste som ansat ved Magdalen College i Oxford i næsten 30 år og blev senere den første professor indenfor middelalder- og renæssancelitteratur ved Cambridge-universitetet og ansat ved Magdelene College i Cambridge. Med dette udgangspunkt hævdede han, at der ikke fandtes noget, som kunne kaldes engelsk renæssance. Det meste af hans akademiske arbejde fokuserede på senmiddelalderen og især dens brug af allegori. Hans The Allegory of Love (1936) skabte nyt liv i seriøse studier af senmiddelalderfortællinger som Roman de la Rose. Hans senere arbejde The Discarded Image, an Introduction to Medieval and Renaissance Literature (1964) er en udmærket opsummering af middelalderens syn på verden, det forkastede billede af universet fra titlen.
Han var en produktiv forfatter og medlem af den litterære klub The Inklings sammen med sine nære venner J.R.R. Tolkien, Charles Williams og Owen Barfield.De mødtes så vidt muligt hver lørdag i Oxford på en pub som hedder The Child and Eagle.
Under 2. verdenskrig var hans kristelige radiotaler af stor betydning for den britiske kampgejst, og dette, samt senere apologetiske værker, har givet ham stor popularitet i protestantiske kredse. Det må dog siges, at Lewis selv altid insisterede på ikke at være en "rigtig" teolog, og at hans religiøse værker kun skulle tjene som introduktion for mere dybtgående studier.
Lewis giftede sig i en moden alder med en amerikansk beundrer, forfatterinden Joy Gresham, som kort tid efter døde af knoglekræft. I sin bog En sorgens dagbog (A Grief Observed), som han først udgav under pseudonym, beskriver han sine oplevelser af tabet.

## Omvendelse til kristendommen
Lewis blev opdraget som kristen, men blev tidligt ateist, antagelig omkring 13-årsalderen. Han skrev senere en beretning om sin omvendelse til kristendommen, Surprised by Joy, hvor han fortæller at han var alvorligt vred på Gud over, at han ikke eksisterede. Dette er blevet tolket derhen, at han ikke egentlig afviste Guds eksistens, men at han nærede en dyb vrede mod Gud på grund af verdens uretfærdighed. Samtidig findes der tegn på en klar ateisme i et brev til en ven, hvor han skrev: alle religioner, nej, mytologier for at kalde dem ved deres rette navn, er uden noget som helst bevis! Muligvis repræsenterer det første citat begyndelsen på den udvikling, han gennemgik i sit åndsliv. 
Der var særligt to kilder til denne udvikling. Dels var det G.K. Chestertons bog The Everlasting Man, og dels diskussionerne, han havde med kollegaen J.R.R. Tolkien. I 1929 havde han nået det punkt, hvor han sagde, at han troede på Gud. Han skrev senere, at i Trinity Term 1929 gav jeg efter og indrømmede, at Gud er Gud og knælede og bad. Han beskrev sig selv som den mest nedslåede og tilbageholdne konvertit i hele England. 
I 1931, efter at have haft en længere diskussion med Tolkien og en anden nær ven, vendte han sig formelt til kristendommen. Til katolikken Tolkiens ærgrelse valgte han Den anglikanske kirke. Lewis skrev om processen, at han kom sparkende og skrigende ind i kristendommen.

## Essayistik og skønlitteratur
Lewis udviklede (med inspiration fra andre Inklings) et sæt enestående litterære teorier, som han også brugte i en praksis, der strakte sig fra børnebøger over science fiction til komplekse, rent allegoriske værker. Hans filosofi er kendetegnet ved stor respekt for både objektiv sandhed og den menneskelige fantasi.
I tillæg til hans akademiske karriere skrev Lewis også en række bøger om kristen tro. Mest kendt er Det er Kristendom (Mere Christianity). Lewis blev igen en troende kristen i voksen alder og var optaget af at præsentere en fornuftig fremstilling af sandheden i kristendommen. Mere Christianity, The Problem of Pain og Miracles var alle optaget i større eller mindre grad af at imødegå populære indvendinger mod kristendommen. 
I hans selvbiografi med titlen Surprised by Joy beskriver han sin genopdagelse af den kristne tro. Til trods for det åbenbare ordspil blev bogen skrevet før han mødte sin kone Joy Gresham.
Den store skilsmisse (The Great Divorce) er en kort roman om tænkte samtaler i Himmelen mellem de frelste og de fordømte. I romanen er det tilsyneladende de fordømte, som dømmer sig selv i den forstand, at der ingenting er, som hindrer dem i at rejse til Himmelen og forblive dér, hvis de ønsker det. Men nogle af dem finder forandringerne, som Himmelen påfører dem, truende og ubehagelige, og derfor vælger de at rejse derfra. Fortælleren har den skotske forfatter George MacDonald som guide.
En anden kort roman, (The Screwtape Letters, på dansk Fra helvedes blækhus), er en samling breve med råd fra en ældre dæmon til hans nevø. I brevene instruerer Screwtape sin nevø Wormwood om, hvordan han bedst kan garantere fordømmelsen af et specielt menneske. Bogen blev fulgt af Djævelen løfter glasset (Screwtape proposes a toast). Disse to bøger er samlet under titlen Fra Helvedes blækhus.
Narnia-serien i syv bind er utvivlsomt den mest kendte af hans arbejder. Løven, heksen og garderobeskabet var den første publicerede og mest populære af bøgerne i serien. Historien om Narnia låner både fra græsk og romersk mytologi og traditionelle engelske og irske eventyr. Hovedtemaet i Narnia-bøgerne er alligevel kristendommen, som denne arter sig i en anden verden. Lewis påberåber sig inspiration fra vennen og kollegaen George MacDonald, og i Den store skilsmisse (The Great Divorce) bliver fortælleren eskorteret i himmelen af MacDonald. 
På samme måde blander Lewis' rumfarts-trilogi traditionelle science fiction-elementer med udforskningen af de bibelske temaer synd, syndefald og bod. Space Trilogy bestod af Den tavse Planet (første danske udgave fra 1946: Fra den tavse Planet) eller Rejsen til Malacandra (engelsk: Out of the Silent Planet), Rejsen til Venus (engelsk: Perelandra eller Voyage to Venus) og Den frygtelige Kraft (engelsk:That Hideous Strength). 
Lewis' sidste roman var Till We Have Faces. Mange hævder (som han selv gjorde), at dette var hans mest modne og mesterlige skønlitterære værk, men det blev aldrig nogen succes. Det er en genfortælling af myten om Cupid og Psyche fra det usædvanlige perspektiv ’’Psyches søster’’. På ny berøres religiøse temaer, men forbindelserne til detaljerne ved hans kristne tro er underforståede.

## Lewis død og arven efter ham
Lewis døde 22. november 1963 i hjemmet, som han delte med sin bror Warnie (Warren Lewis). Han er begravet på Headington Quarry Churchyard, Oxford, England. Nyheden om hans død blev overskygget af drabet på præsident John F. Kennedy, som skete samme dag. Samme dag døde også den engelske forfatter Aldous Huxley.
Interessen for Lewis liv har affødt flere biografier og desuden en film fra 1993 kaldet Shadowlands med Anthony Hopkins i rollen som Lewis. Filmen omhandler hans forhold til Joy Gresham.
Serien om Narnia har været skoledannende for senere fantasy-fortællinger for børn og unge. Også andre bøger er blevet inspireret af Lewis, deriblandt A Severe Mercy, som blev skrevet af hans penneven Sheldon Vanauken.

## Udvalgt bibliografi
| Nonfiktion                                                                | Nonfiktion                                          | Nonfiktion   | Nonfiktion         |
| titel                                                                     | originaltitel                                       | udgivelsesår | dansk oversættelse |
| ------------------------------------------------------------------------- | --------------------------------------------------- | ------------ | ------------------ |
| Overvældet af glæde: Mit unge liv formes                                  | Surprised by Joy: The Shape of My Early Life        | 1955         | 2006               |
| Fiktion                                                                   |                                                     |              |                    |
| titel                                                                     | originaltitel                                       | udgivelsesår | dansk oversættelse |
| En pilgrim vender hjem                                                    | The Pilgrim's Regress                               | 1933         | 1997               |
| Rum-trilogi: Fra den tavse planet                                         | Out of the Silent Planet                            | 1938         | 1946/1999          |
| Fra Helvedes Blækhus                                                      | The Screwtape Letters                               | 1942         | 1945               |
| Rum-trilogi: Rejsen til Venus                                             | Perelandra                                          | 1943         | 1999               |
| Menneskets afskaffelse                                                    | The Abolition of Man                                | 1943         | 2001               |
| Rum-trilogi: Den frygtelige kraft                                         | That Hideous Strength                               | 1945         | 2000               |
| Den Store Skilsmisse                                                      | The Great Divorce                                   | 1945         | 1947/1988          |
| Narnia: Løven, heksen og garderobeskabet                                  | The Lion, the Witch and the Wardrobe                | 1950         | 1968               |
| Narnia: Prins Caspian                                                     | Prince Caspian                                      | 1951         |                    |
| Narnia: Morgenvandrerens rejse                                            | The Voyage of the Dawn Treader                      | 1952         |                    |
| Narnia: Sølvstolen                                                        | The Silver Chair                                    | 1953         |                    |
| Narnia: Hesten og drengen                                                 | The Horse and His Boy                               | 1954         |                    |
| Narnia: Troldmandens nevø                                                 | The Magician’s Nephew                               | 1955         |                    |
| Narnia: Det sidste slag                                                   | The Last Battle                                     | 1956         |                    |
| Før vi får ansigt: Genfortælling af en myte                               | Till We Have Faces                                  | 1956         | 1999               |
| Udgivelser efter hans død                                                 |                                                     |              |                    |
| titel                                                                     | original titel                                      | udgivelsesår |                    |
| Screwtape Proposes a Toast (en tilføjelse til Screwtape Letters)          | Screwtape Proposes a Toast                          | 1961         |                    |
| Letters to Malcolm: Chiefly on Prayer                                     | Letters to Malcolm: Chiefly on Prayer               | 1964         |                    |
| The dark tower                                                            | The Dark Tower                                      | 1977         |                    |
| Boxen: The Imaginary World of the Young C. S. Lewis (red. Walter Hooper,) | Boxen: The Imaginary World of the Young C. S. Lewis | 1985         |                    |